# Bahnhof Immekeppel

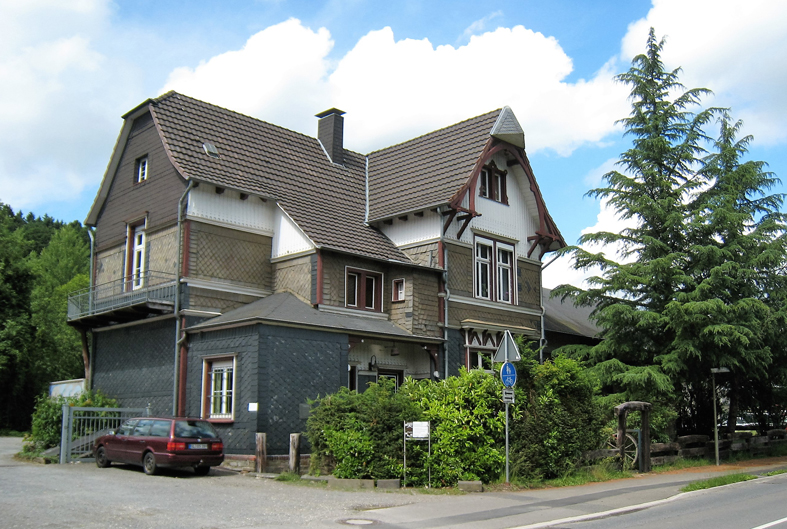
Empfangsgebäude des Bahnhofs Immekeppel

Der Bahnhof Immekeppel lag an der Lindlarer Straße im Stadtteil Immekeppel von Overath im Rheinisch-Bergischen Kreis. Gegenüber war auf der südlichen Straßenseite die Aufbereitungsanlage der Grube Apfel.

## Geschichte
Das Teilstück der Bahnstrecke Köln-Mülheim–Lindlar von Hoffnungsthal nach Immekeppel wurde am 1. Dezember 1891 eröffnet. Hier war für rund 20 Jahre der Endpunkt der Sülztalbahn, bis 1912 die Strecke nach Lindlar in Betrieb genommen wurde. Der Bahnhof Immekeppel gehörte zur Bahnhofsklasse IV. Er hatte drei Gleise und ein Abstellgleis zur Verladerampe für Stückgut und Wagenverladungsverkehr. Auch war er einer der wenigen kleinen Bahnhöfe mit einem Wasserkran für Dampflokomotiven.

## Empfangsgebäude
Das ehemalige Empfangsgebäude liegt an der Lindlarer Straße 25. Es war 1890 errichtet worden. Innerhalb des Gebäudes befand sich ein Fahrkartenschalter mit Sprechklappe und Drehteller. Sodann gab es Wartesäle der Klassen 2 und 3. Im Wartesaal 2 versorgte ein Bahnhofswirt die Fahrgäste mit Speisen und Getränken. Im Dachgeschoss wohnte der Bahnhofsvorsteher. Hier konnten auch Lokführer, Heizer und Schaffner übernachten, was bei Endbahnhöfen von Stichstrecken regelmäßig nötig war.

## Baudenkmal
Das Empfangsgebäude ist unter Nr. 32 in die Liste der Baudenkmäler in Overath eingetragen.